# 古屋雄作
古屋 雄作（ふるや ゆうさく、1977年 - ）は、日本の脚本家、演出家、映像ディレクター、著作家、作詞家。

## 経歴
愛知県名古屋市出身。東海中学校・高等学校卒業。上智大学文学部哲学科卒業。
吉本興業でディレクターをしていた時期があった。2006年には水野敬也と組んで、「引きこもりミュージシャン・ノリアキ」をプロデュースした。

## 作品

### 映像作品
- スカイフィッシュの捕まえ方〜国内編〜（2006年）
- スカイフィッシュの捕まえ方〜サイエンスジャーニー編〜（2006年）
- 温厚な上司の怒らせ方（2006年）
- 大詩人ナグニ（2006年）
- 一番大切な人の怒らせ方（2007年）
- R65（2007年）
- スカイフィッシュの捕まえ方〜板尾創路編〜（2007年）
- カリスマ道　ミュージシャン・ノリアキ 〜The Real Face〜（2007年）
- パニッシャーきくち（2008年）
- 『碑文谷教授のミッドナイトゼミナール 今さら人に聞けない!怒らせ方講座』（2008年）
- ハリウッドスターになろう！（2008年）
- 東京オンリーピック 『サムライコール』（2008年、アスミック・エース）
- R66（2008年）
- 散歩時代
- えいせい魂（2008年、BSジャパン）
- カリスマ入門（2008年）
- ザ・リアルマナー（2008年）
- ダイナミック通販（2008年）
- Why？ブラザーズ（2010年）
- 夢船長（2010年）
- シルバー・フィクション　第一集（2011年）
- シルバー・フィクション　第二集（2011年）
- 神話戦士ギガゼウス（2011年、関西テレビ）
- マグマイザー（2017年、BSスカパー!）

### 著書
- カリスマ入門（2009年、太田出版） ISBN 978-4778311636 [3]
- ミリオンジョー（2013 - 2014年、講談社 モーニング） - 十口了至 名義
- うんこ漢字ドリル（2017年、文響社） ISBN 978-4905073819 他 [5]

### 作詞
- ノリアキ「unstoppable」
- ノリアキ「スカイフィッシュ」
- 松井哲也「神話戦士ギガゼウス」
- 筋肉の詩（Hot Pant’z）
- 碑文谷潤「朝方に起こらせて」

## 出演
- 散歩時代-インタビュアー役
- ザ・リアルマナー-乗客役
- 人を怒らせる方法-デビュー編、スタッフ役
- 人を怒らせる方法2020-本人役
- 碑文谷教授アングリーイズマイライフ-後編、スタッフ役
- 世界一受けたい授業
- 熱中少年